# Satyrium caryaevorum
Satyrium caryaevorum is een vlinder uit de familie van de Lycaenidae. De wetenschappelijke naam van de soort werd als Strymon caryaevorus in 1942 gepubliceerd door McDunnough.